# Onthophagus overlaeti
Onthophagus overlaeti är en skalbaggsart som beskrevs av Emile Janssens 1953. Onthophagus overlaeti ingår i släktet Onthophagus och familjen bladhorningar. Inga underarter finns listade i Catalogue of Life.